# Pintor del Inframundo

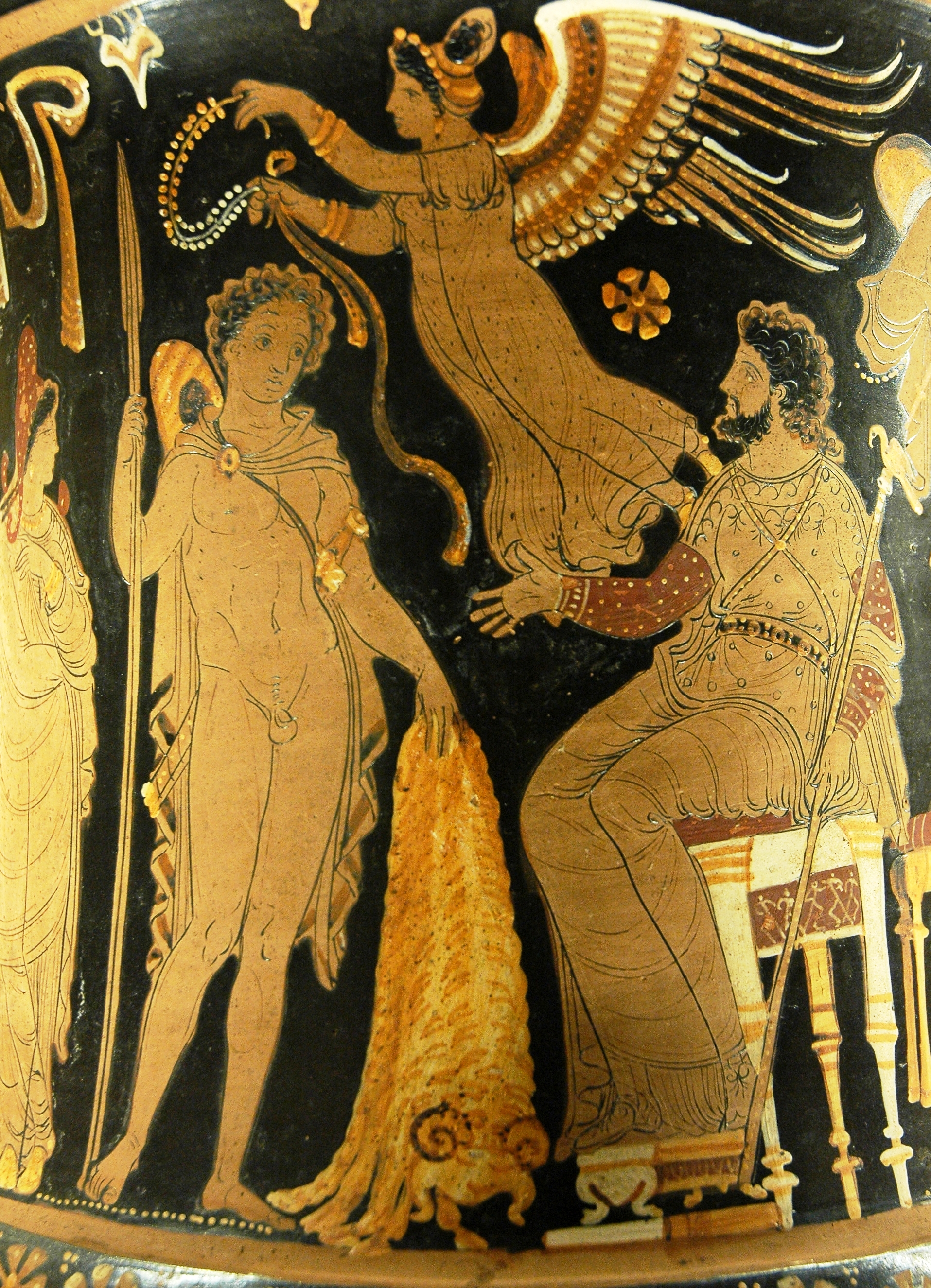
Jasón dando a Pelias el Vellocino de oro. Cara A de una crátera de figuras rojas del Pintor del Inframundo, 340–330 a. C., Museo del Louvre (K 127).

El Pintor del Inframundo fue un pintor de vasos apulio, de cerámica apulia que debe su nombre convenido a las numerosas escenas del inframundo que representó y sobre todo por la crátera de volutas, que se exhibe actualmente en la Staatliche Antikensammlungen de Múnich (n.º inv. 3297). Arthur Dale Trendall lo sitúa en su clasificación a continuación del Pintor de Darío, con el que durante mucho tiempo fue confundido. Su periodo de actividad abarca de alrededor del 340-310 a. C.
Su taller posiblemente se encontraba en Tarento. Pintó vasos especialmente grandes, como cráteras y lutróforos. Los temas de sus pinturas incluyen la mitología griega, el teatro griego antiguo y escenas funerarias.
La crátera de volutas que dio nombre al pintor (vaso epónimo) representa a Hades, Perséfone, Orfeo y otros habitantes del inframundo, así como a Selene y Helios en un lado, y a Nike coronando a Dioniso, junto con jóvenes y mujeres en el otro.

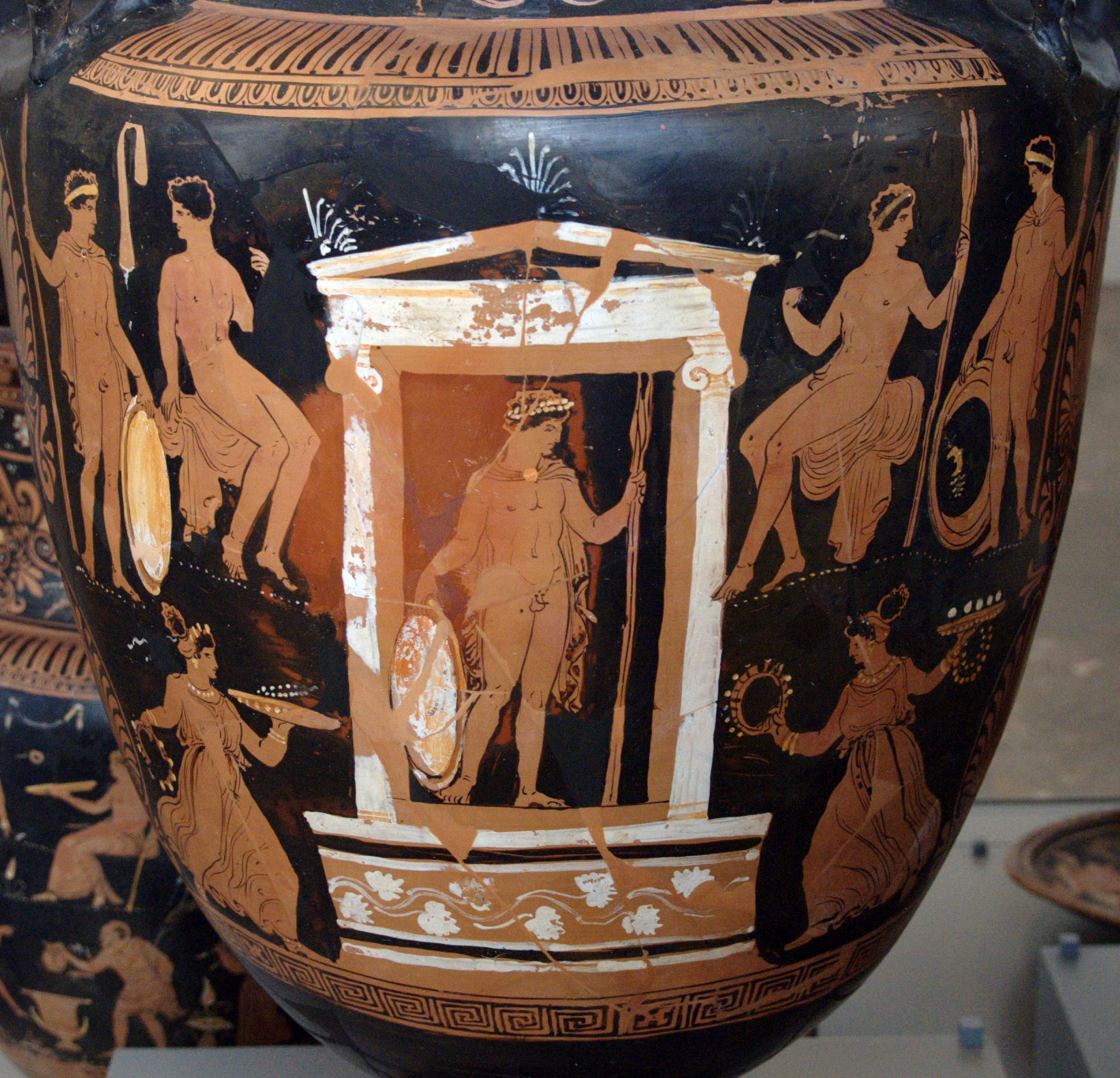
Detalle de una crátera, c. 340 a. C.
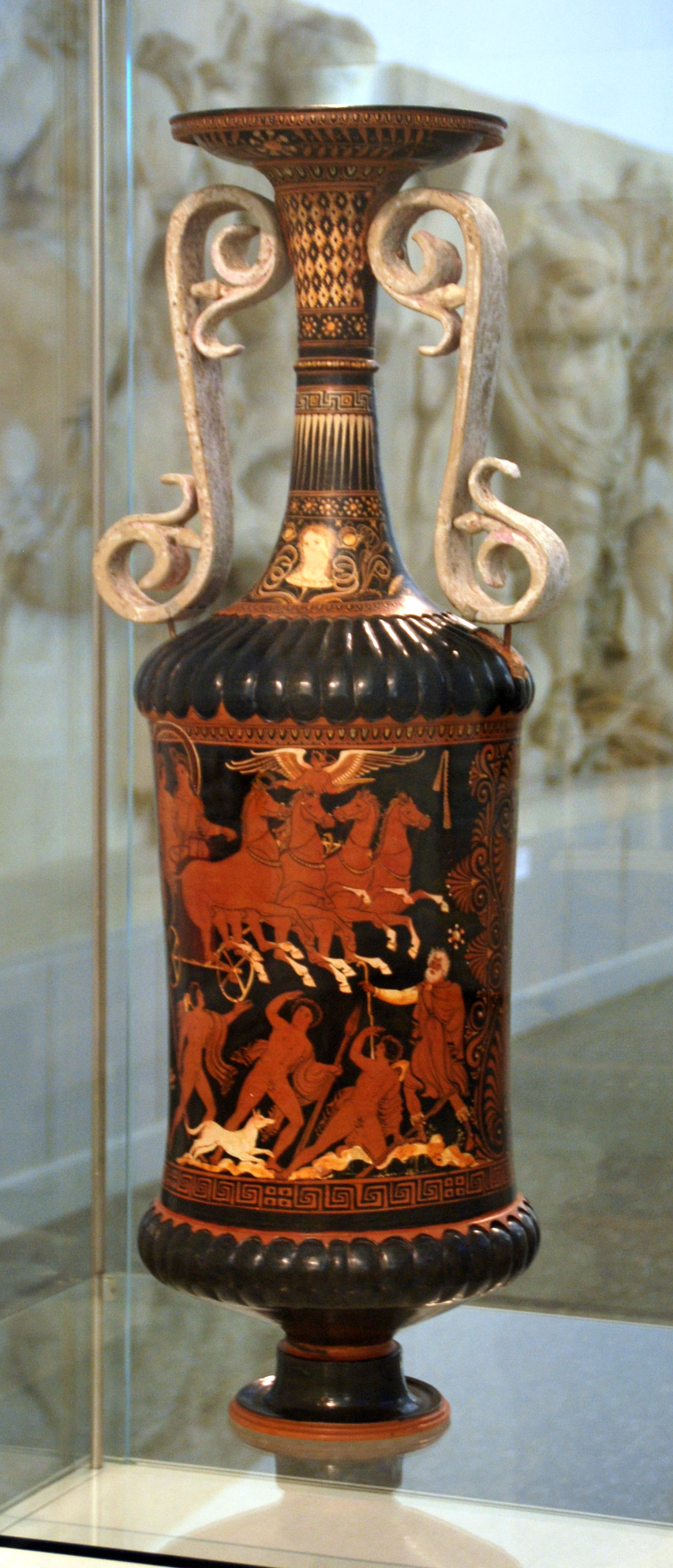
Lutróforo, c. 330 eaa.
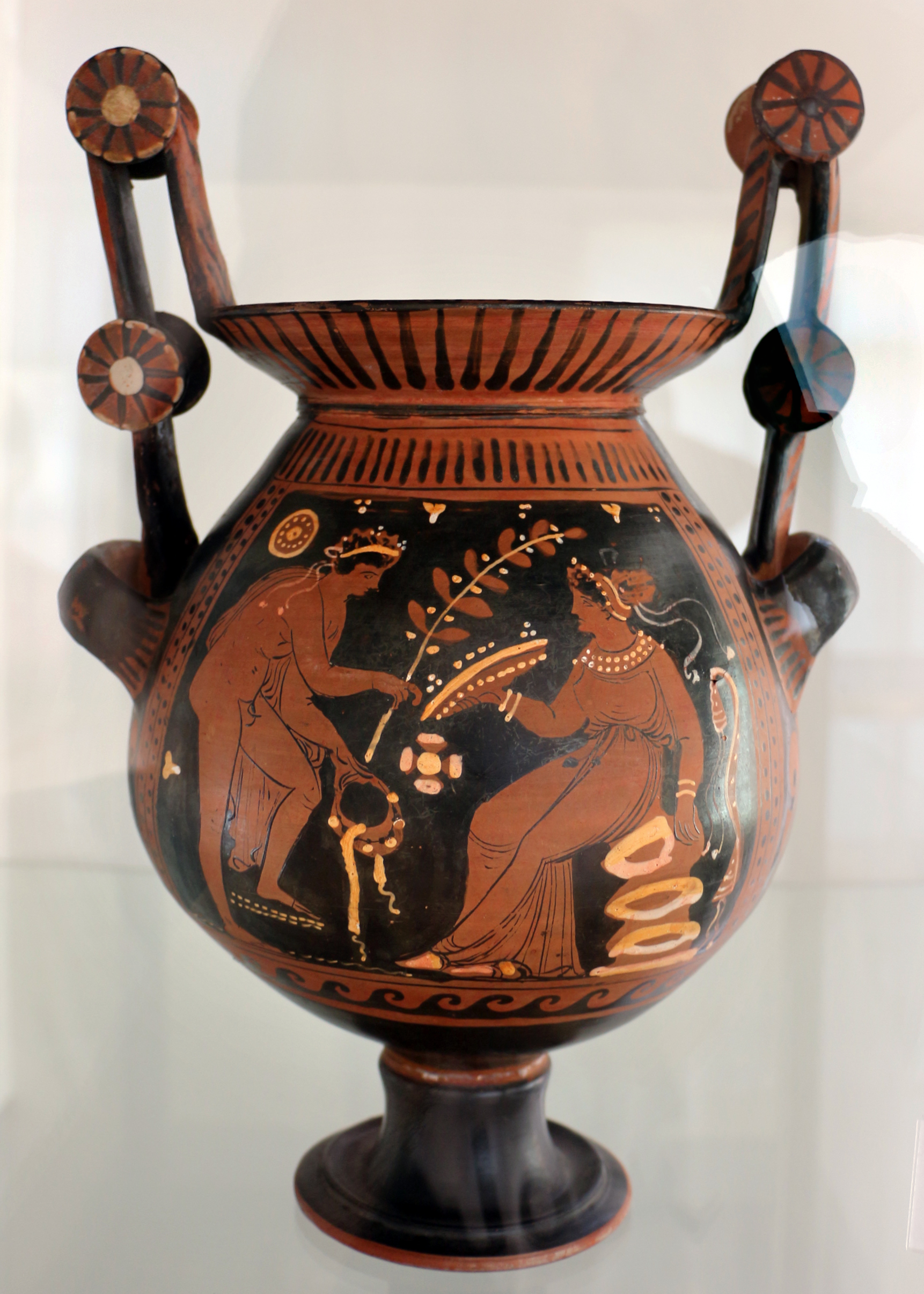
Nestóride, c. 330–320 a. C.
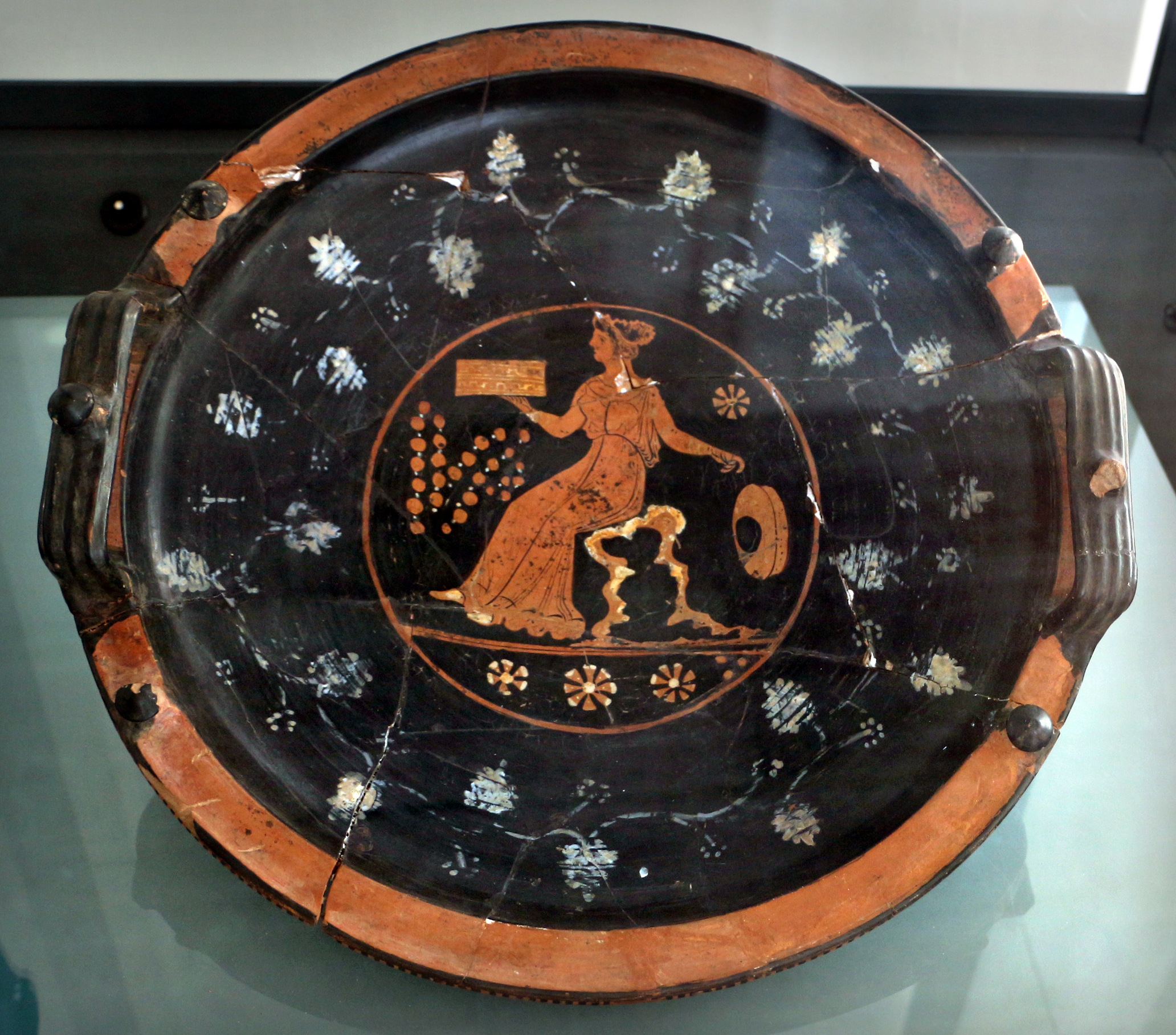
Fíala, c. 330–320 a. C.
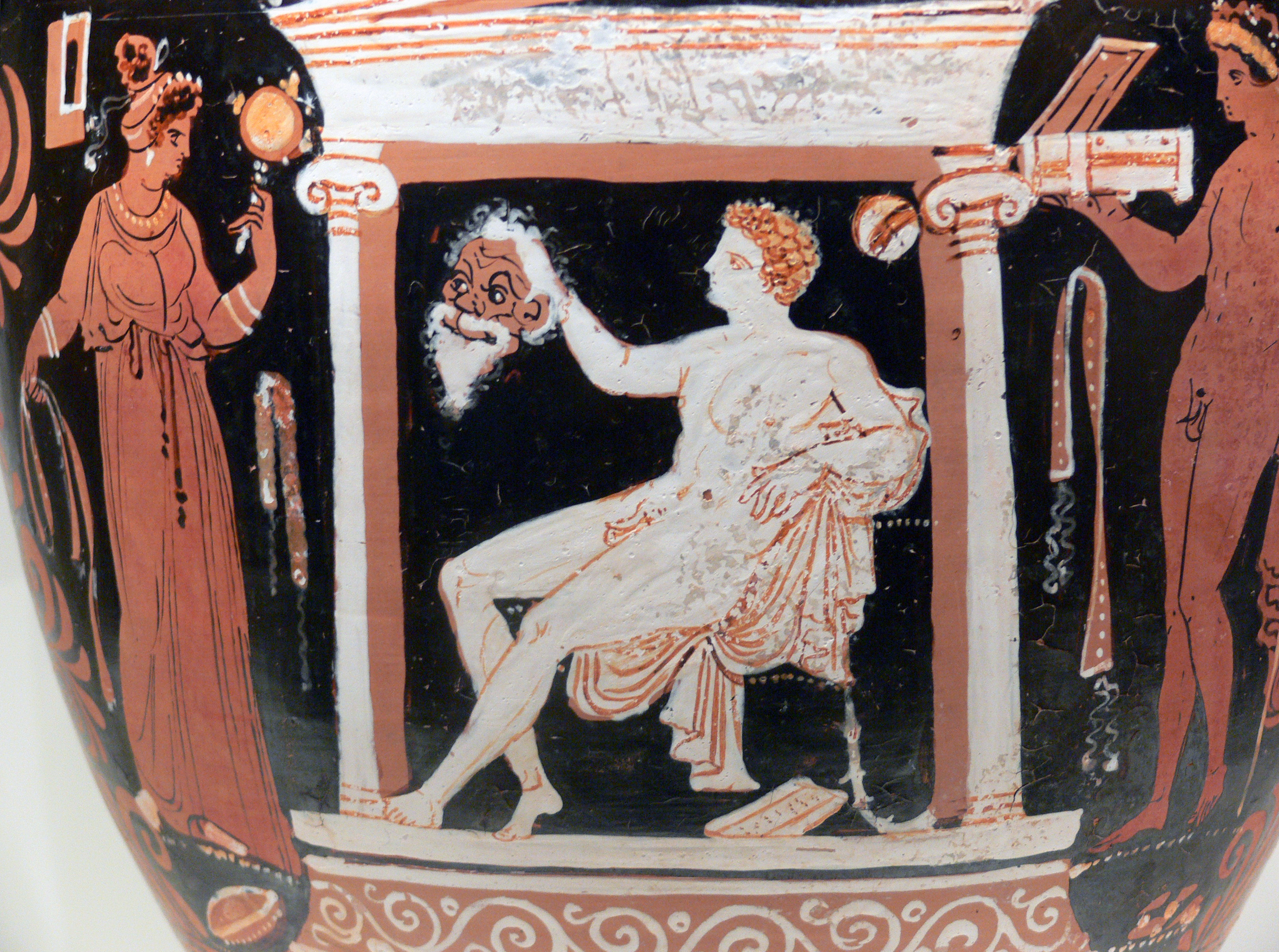
Detalle de una crátera, c. 330–320 a. C.
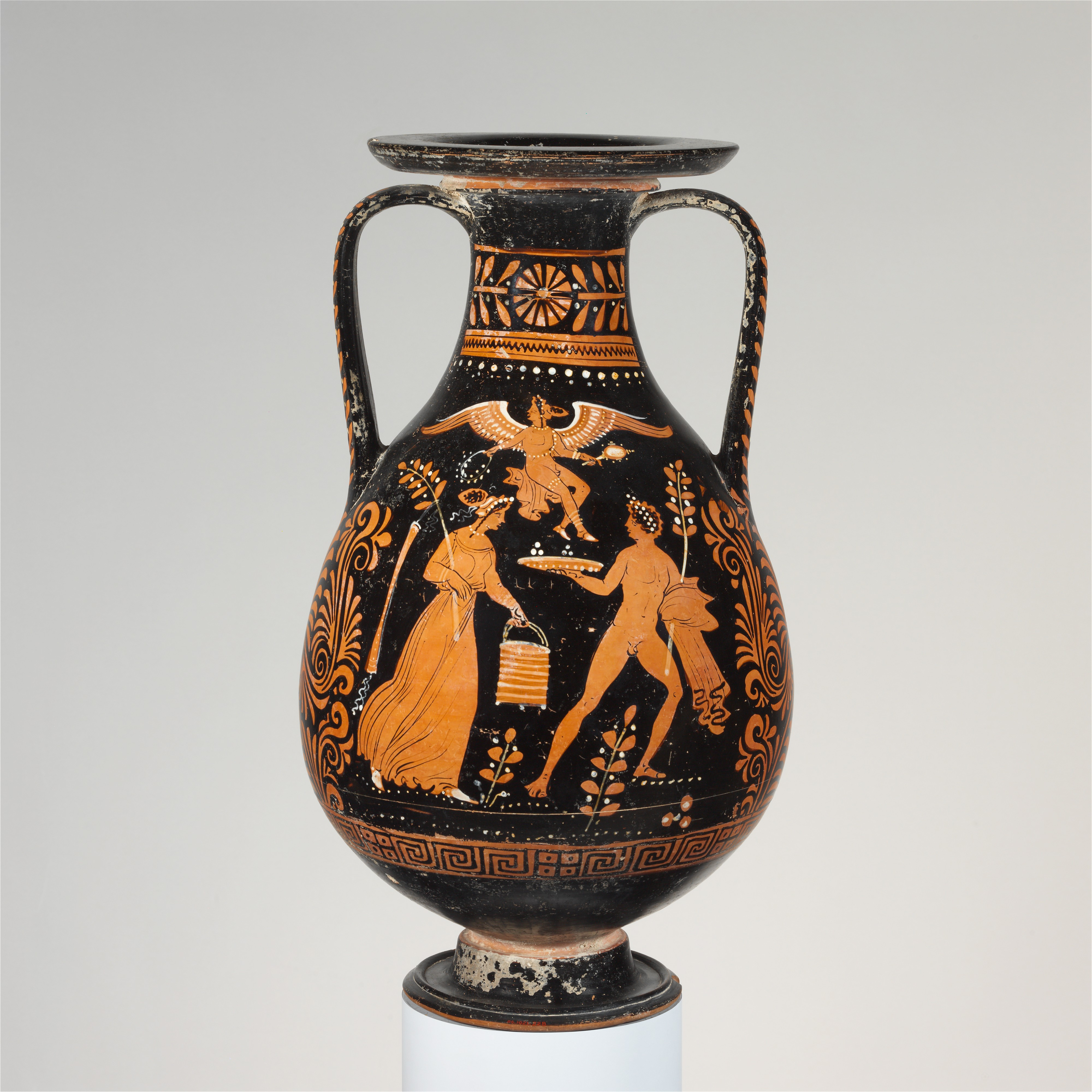
Pélice, c. 330–310 a. C.
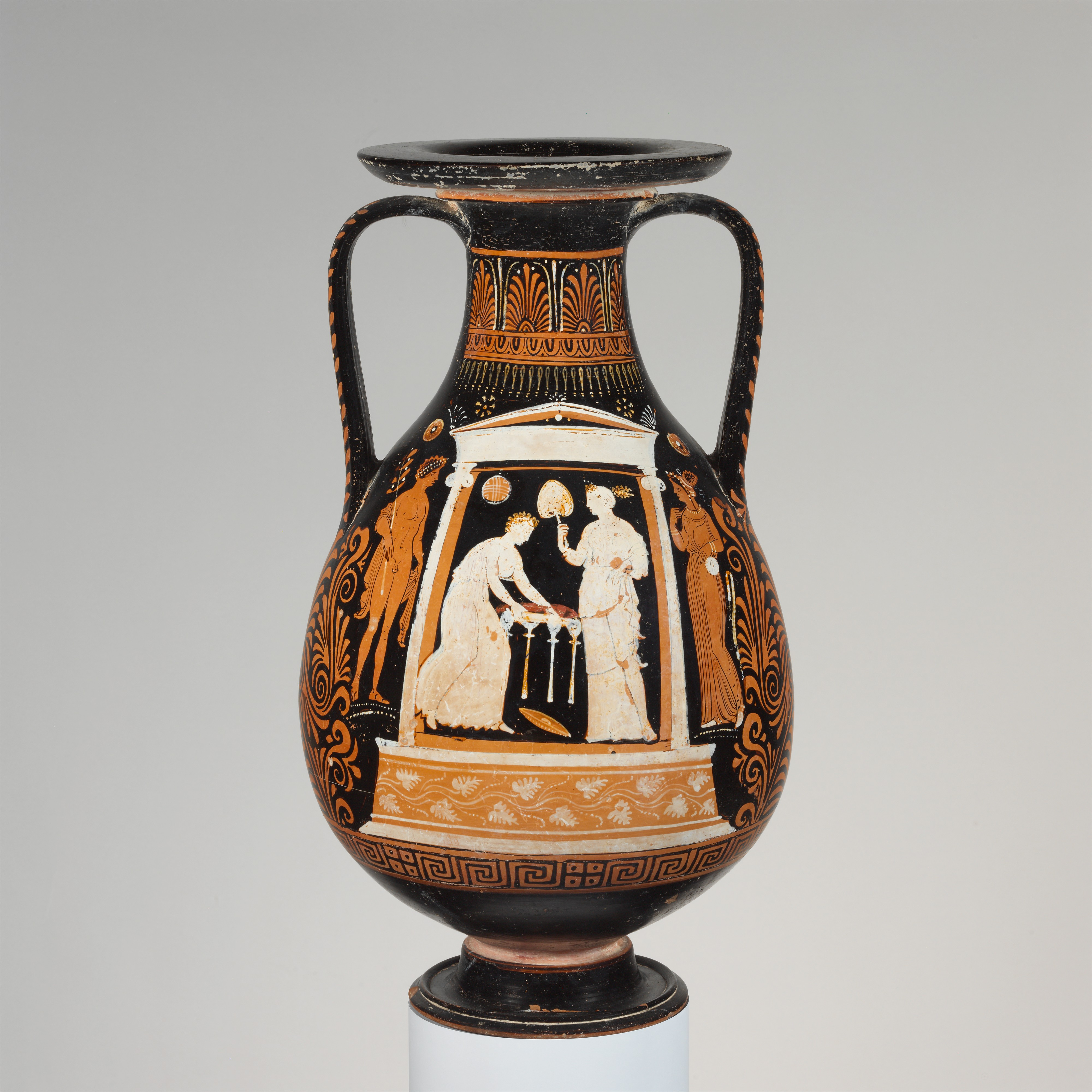
Pélice, c. 330–310 a. C.